# Saarikoski (fors i Finland, Lappland, lat 67,10, long 29,12)
Saarikoski är en fors i Finland. Den ligger i Salla i landskapet Lappland, i den norra delen av landet, 800 km norr om huvudstaden Helsingfors. Saarikoski ligger 210 meter över havet.
Terrängen runt Saarikoski är platt.  Trakten runt Saarikoski är nära nog obefolkad, med mindre än två invånare per kvadratkilometer.